# Ломлер, Фридрих Вильгельм
Фридрих Вильгельм Ломлер (нем. Friedrich Wilhelm Lomler; 1 октября 1774, Эрнстталь, ныне в составе Шлойзегрунда — 3 августа 1845, Зальфельд) — немецкий лютеранский богослов и писатель.
Окончил гимназию в Шлойзингене (1792), работал домашним учителем. В 1800 г. изучал филологию в Лейпцигском университете. С 1802 г. священник в Хильдбургхаузене и его окрестностях, с 1819 г. суперинтендент в Хельдбурге, с 1829 г. в Зальфельде. В 1830 г. получил звание доктора богословия в Йенском университете.
Составил трёхтомное собрание сочинений Мартина Лютера (нем. Dr. Martin Luthers deutsche Schriften, theils vollständig, theils in Auszügen; 1816—1817) и конкорданс к его произведениям (1827—1829). Опубликовал сборник проповедей (нем. Predigten; 1810). В 1802—1803 гг. недолгое время издавал газету Chronik für Franken, в 1822—1831 гг. редактировал Praktische Predigerzeitung (с нем. — «Газету проповедника-практика») — приложение к Allgemeine Kirchenzeitung.
Напечатал также ряд художественных произведений: сборник «Рассказы из бывалого и небывалого» (нем. Erzählungen aus dem Reiche der Wirklichkeit und Phantasie; 1800), пьесу «Гумаль и Лина» (нем. Gumal und Lina; 1810, инсценировка одноимённой детской повести на религиозные темы К. Ф. Лоссиуса) и собрание басен, в четырёх книгах (1822).